# NASA X-43
O X-43 é uma aeronave não-tripulada projetada pela NASA com intuito de testar a viabilidade das aeronaves hipersônicas (Mach 5.0 ou superior). O custo dele é de 185 milhões de dólares. Mede 3,7 metros de comprimento, 1,5 metros de largura e 0,5 metros de altura e carga máxima de 1360 quilogramas.

## Funcionamento
O que muda no X-43A em relação a outras aeronaves, é o funcionamento do motor. Em um jato convencional, existem pás rotativas que puxam o ar, comprimindo-o, adicionando combustível em sua composição e por fim dando início à combustão, gerando uma explosão controlada. Um motor mais avançado é o "Ramjet", em que não existem partes móveis e a compressão de ar é feita pela própria movimentação da aeronave. Já o "Scramjet" (estatojato) tem funcionamento semelhante ao do Ramjet, só que o combustível utilizado é Hidrogênio e diferentemente de um foguete, ele é capaz de pausar a aceleração e pousar normalmente.
De acordo com o site inovaçãotecnologia.com.br "o motor supersônico utiliza a própria pressão do ar causada pelo seu vôo em altíssima velocidade para acelerar ainda mais. Teoricamente ele pode atingir até Mach 15. Mas a própria NASA afirmou, antes do teste, que o vôo seria de altíssimo risco, justamente porque os engenheiros não sabiam se o material com que o X-43A foi construído resistiria ao calor gerado pelo atrito com a atmosfera, a uma velocidade de Mach 10."
Para que voe, existem três etapas:
- 1º: acelerar o B-52 até uma certa velocidade.
- 2º: Lançar o foguete Pegasus preso ao B-52.
- 3º: Desprender-se do Pegasus e voar num voo máximo de 11 segundos (o tempo em que o combustível é consumido).

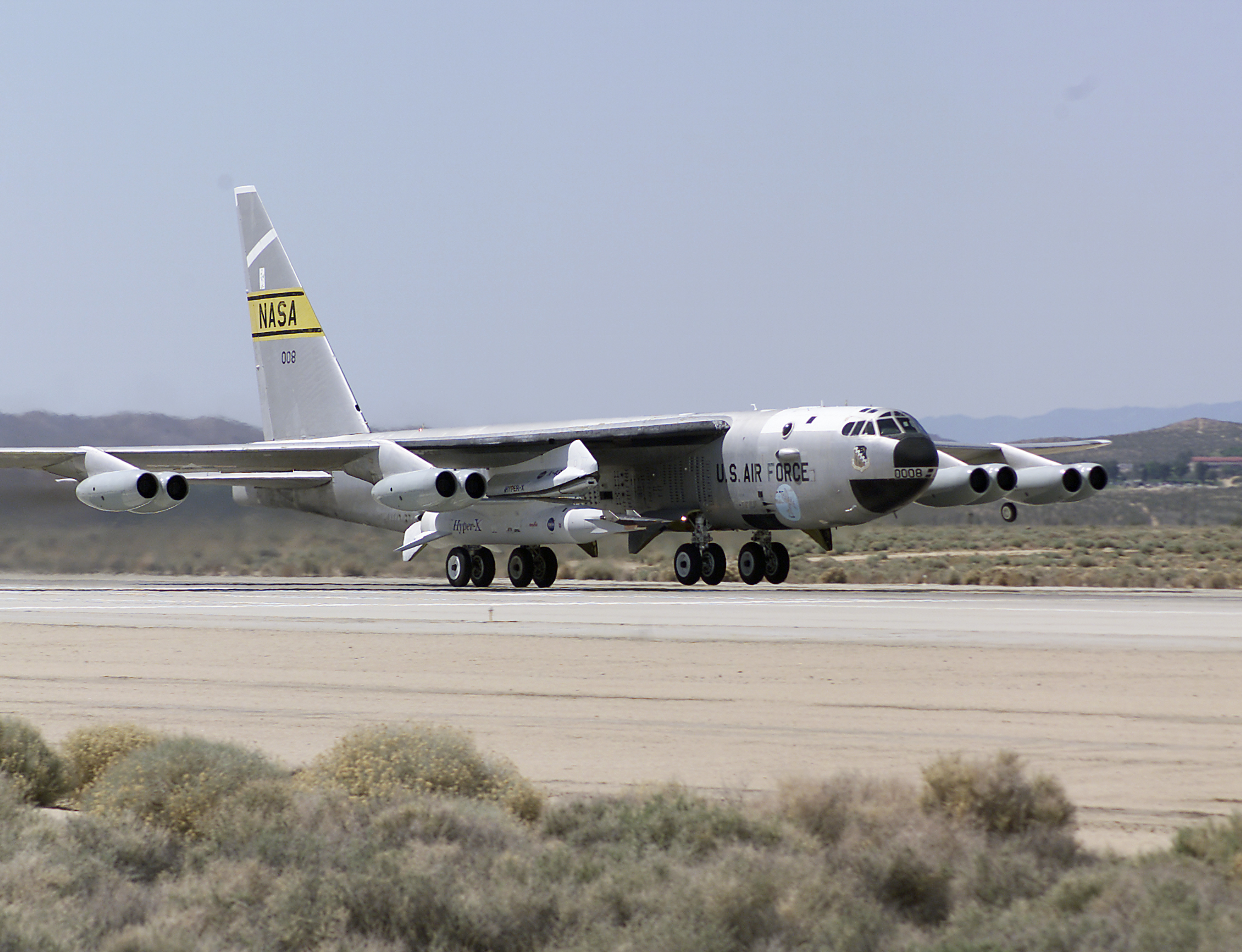
Bombardeiro Boeing B-52B Stratofortress carregando X-43A.

## Histórico

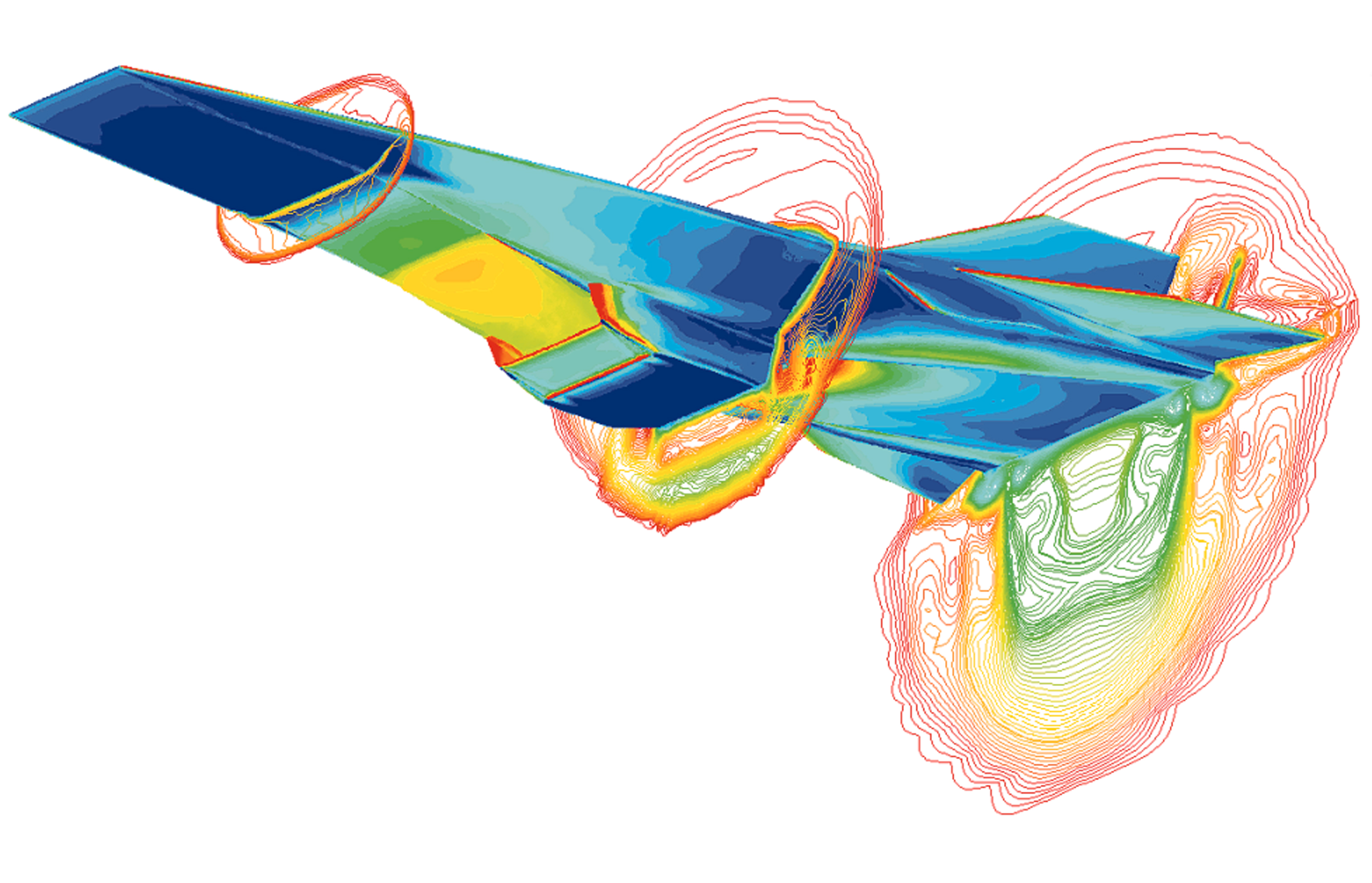
X-43A voando a Mach7.

O primeiro protótipo do X-43A foi testado em condições reais em junho de 2001, porém após desprender-se do foguete, o X-43A descontrolou-se, sem nem mesmo ser possível testá-lo. Os engenheiros da NASA ativaram a autodestruição do X-43A. O segundo protótipo foi testado em março de 2004. O terceiro e último protótipo voou em novembro de 2004. A NASA pretende ainda um dia utilizar uma aeronave com funcionamento semelhante a esse para enviar cargas ao espaço, como medida alternativa para foguetes. Este último protótipo bateu o recorde de 12.144 km/h (cerca de Mach 9,8). O sucessor do X-43A teve construção cancelada.

## Outras variantes
- X-43B
- X-43C
- X-43D